# Campeonato Carioca de Futebol de 1987 - Terceira Divisão
O Campeonato Carioca da Terceira Divisão de 1987 foi uma edição da terceira divisão do campeonato estadual de futebol profissional do Rio de Janeiro. A competição foi organizada pela Federação de Futebol do Estado do Rio de Janeiro (FERJ).
Ao final do campeonato sagrou-se campeão o Paduano e vice-campeão o Miguel Couto, ambos promovidos para o Campeonato da Segunda Divisão de 1988.

## Participantes
- América Futebol Clube de Três Rios
- Cantagalo Esporte Clube, de Cantagalo
- Canto do Rio Futebol Clube, de Niterói
- União Esportiva Coelho da Rocha, de São João de Meriti
- Heliópolis Atlético Clube, de Belford Roxo
- Itaguaí Atlético Clube, de Itaguaí
- Esporte Clube Miguel Couto, de Nova Iguaçu
- Nacional Futebol Clube, de Duque de Caxias
- Olympico Futebol Clube, de Bom Jesus do Itabapoana
- Paduano Esporte Clube, de Santo Antônio de Pádua
- Rio das Ostras Futebol Clube, de Rio das Ostras
- Saquarema Futebol Clube, de Saquarema
- Tamoio Futebol Clube, de Duque de Caxias
- Tupy Sport Club, de Paracambi
- União Nacional Futebol Clube, de Macaé
- Associação Esportiva XV de Novembro, de Araruama